# Nowy Ramuk
Nowy Ramuk (dawniej niem. Neu Ramuck) – osada leśna w Polsce położona w województwie warmińsko-mazurskim, w powiecie olsztyńskim, w gminie Purda. Według podziału administracyjnego obowiązującego do 1998 roku administracyjnie należała do województwa olsztyńskiego.
Mała osada leśna, siedziba Nadleśnictwa Nowe Ramuki. Osada nosi nazwę Nowy Ramuk, ale nadleśnictwo – Nowe Ramuki. Nowy Ramuk należy do sołectwa Nowa Wieś. W pobliżu, w obrębie Lasu Warmińskiego nad rzeką Łyna i jeziorem Pluszne, nazwa Ramuk pojawia się w kilku miejscach. Prawdopodobnie jest pochodzenia pruskiego i wiąże się z dawnym osadnictwem pruskim. Słowo Ramuk w języku Prusów oznaczało spokój. Przy osadzie znajduje się grupa pięciu daglezji (pomnik przyrody).

## Historia
Miejscowość lokowana w XIX wieku. W 1894 r. w osadzie mieszkały 52 osoby. W 2013 r. w osadzie było 17 stałych mieszkańców. W Nowym Ramuku co roku odbywa się konkurs łowiecki wabienia jeleni.

## Nadleśnictwo Nowe Ramuki
Nadleśnictwo zostało założone w 1871 r. Prace leśne dawały zatrudnienie mieszkańcom okolicznych wsi i osad. W 1889 r. nadleśnictwo obejmowało obszar 6866 ha, w tym 4992 ha lasów, 168 ha pół i 49 ha łąk. Według danych z roku 1899 powierzchnia ogólna nadleśnictwa wynosiła 7562,16 ha, składało się na nią siedem leśnictw o powierzchniach od 286 ha (leśnictwo Zazdrość) do 2098 ha (leśnictwo Stary Ramuk). Na początku XX w. tutejsze Lasy Ramuckie upodobał sobie książę Fryderyk Wilhelm von Hohenzollern, zachęcony trofeami myśliwskimi, pokazywanymi na wystawie w Berlinie. W 1909 r. książę po raz pierwszy odwiedził to miejsce. W kolejnym roku o sukcesach myśliwskich księcia informowała prasa, zamieszczając zdjęcia z polowań. Książęce łowy zakończyły się z wybuchem pierwszej wojny światowej.
Najpierw powstało nadleśnictwo w Ramuku, w 1775 r. na mocy edyktu króla Prus, dotyczącym organizacji lasów na terenie Prus Wschodnich i Litwy. W latach 1815–1823 nadano osobowość prawną i utworzono kancelarię w siedzibie nadleśnictwa. Znajdowała się ona na północno-wschodnim brzegu jeziora Łańskiego w miejscu starej strażnicy leśnej Stary Ramuk. W 1860 roku podzielono nadleśnictwo na mniejsze części. W 1871 roku oddano do użytku nowy budynek (osada Nowy Ramuk), gdzie powstał urząd sprawujący nadzór nad nadleśnictwami Ramuk, Purda Leśna, Łański Piec. W połowie XIX wieku dokonano pierwszej inwentaryzacji tutejszych lasów oraz wykonano komplet map. Prowadzona gospodarka leśna zmieniła znacząco charakter tutejszych lasów. W miejsce drzewostanów ze znacznym udziałem gatunków liściastych wprowadzono monokultury sosnowe i świerkowe. Skutkiem takiej przebudowy lasów w 1860 zanotowano pierwsze masowe wystąpienie gradacji brudnicy mniszki, a po niej korników. Powtórzyło się to w latach 1908-1912. Obecnie trwa ponowna, powolna przebudowa lasów, sukcesywnie wprowadzając drzewa liściaste.
Po drugiej wojnie światowej utworzono w roku 1945 Nadleśnictwo Nowe Ramuki. W jego skład weszła część terenu przedwojennego nadleśnictwa oraz grunty upaństwowione na podstawie dekretu PKWN z 12.12.1944 r. W tamtym czasie powierzchnia nadleśnictwa wynosiła 5826 ha i obejmowała siedem kompleksów leśnych.